# Sol Kyong
Sol Kyong (ur. 8 czerwca 1990) – północnokoreańska judoka, mistrzyni świata.
Startuje w konkurencji wagowej do 78 kg. Złota medalistka mistrzostw świata w Rio de Janeiro (2013).